# Chirotica conspicua
Chirotica conspicua là một loài tò vò trong họ Ichneumonidae.